# Ethylgallat
Ethylgallat ist eine chemische Verbindung aus der Gruppe der Gallate und ein Ester der Gallussäure. Wie homologe Gallate besitzt Ethylgallat eine antioxidative Wirkung, auf der die Verwendung als Lebensmittelzusatzstoff mit E-Nummer E313 basiert.
In der Europäischen Union ist Ethylgallat gemäß Verordnung (EG) Nr. 1333/2008 nicht als Lebensmittelzusatzstoff zugelassen, jedoch als Inhaltsstoff von Kosmetika gemäß Verordnung (EG) Nr. 1223/2009 über kosmetische Mittel.

## Vorkommen
Ethylgallat kommt natürlich in diversen Pflanzen wie Walnüssen, Guaven, Terminalia myriocarpa, Phyllanthus urinaria, Hultholia mimosoides, Mauria heterophylla, Phyllanthus emblica und Terminalia chebula, sowie in Wein und Weinessig aus Weintrauben vor.

## Synthese
Die industrielle Synthese basiert auf Gallussäure und Ethanol.

## Verwendung
Ethylgallat wird als Zusatzstoff in Lebensmitteln und Kosmetika verwendet.
Darüber hinaus zeigte Ethylgallat in Studien medizinische Effekte, unter anderem auf die Aufnahme von Glukose, in der Behandlung von Brustkrebs, Arteriosklerose oder septischen Schocks. Die Substanz zeigte einen Einfluss auf Kaliumkanäle in Meerschweinchen, Bakterienwachstum und MRSA.